# 旱台鼠屬
旱台鼠屬（Parotomys），哺乳綱、囓齒目、鼠科的一屬，而與旱台鼠屬（旱台鼠）同科的動物尚有非洲沼鼠屬（葉沼鼠）等之數種哺乳動物。

## 下属物种
本属包括以下物种：
- Parotomys brantsii (A.Smith, 1834)
- Parotomys littledalei Thomas, 1918